# EM i roning 2020
EM i roning 2020 blev afholdt i Poznan, Polen fra 9. til 11. oktober 2020. Den færøske roer Sverri Sandberg Nielsen vandt guld for Danmark i single sculler tungvægt.

## Medaljer

### Mænd
| Konkurrence                         | Guld | Tid      | Sølv | Tid      | Bronze | Tid      |
| ----------------------------------- | --- | -------- | --- | -------- | --- | -------- |
| M1x                                 | Sverri Sandberg Nielsen · Danmark (DEN) | 6:50.22  | Natan Węgrzycki-Szymczyk · Polen (POL) | 6:51.23  | Kjetil Borch · Norge (NOR) | 6:51.63  |
| M2-                                 | Rumænien (ROU) · Marius Cozmiuc · Ciprian Tudosă | 6:26.52  | Kroatien (CRO) · Martin Sinković · Valent Sinković | 6:29.46  | Italien (ITA) · Matteo Lodo · Giuseppe Vicino | 6:30.55  |
| M2x                                 | Holland (NED) · Melvin Twellaar · Stef Broenink | 6:18.690 | Schweiz (SUI) · Barnabé Delarze · Roman Röösli | 6:20.790 | Irland (IRL) · Daire Lynch · Ronan Byrne | 6:21.280 |
| M4-                                 | Holland (NED) · Jan van der Bij · Boudewijn Röell · Sander de Graaf · Nelson Ritsema                                                                                               | 6:01.70  | Italien (ITA) · Marco Di Costanzo · Giovanni Abagnale · Bruno Rosetti · Matteo Castaldo | 6:04.05  | Polen (POL) · Mateusz Wilangowski · Mikołaj Burda · Marcin Brzeziński · Michał Szpakowski                                                                           | 6:05.08  |
| M4x                                 | Holland (NED) · Dirk Uittenbogaard · Abe Wiersma · Tone Wieten · Koen Metsemakers                                                                                                  | 5:39.44  | Italien (ITA) · Luca Chiumento · Simone Venier · Luca Rambaldi · Giacomo Gentili | 5:43.88  | Litauen (LTU) · Dovydas Nemeravičius · Martynas Džiaugys · Dominykas Jančionis · Aurimas Adomavičius                                                                | 5:47.51  |
| M8+                                 | Tyskland (GER) · Johannes Weißenfeld · Laurits Follert · Olaf Roggensack · Torben Johannesen · Jakob Schneider · Malte Jakschik · Richard Schmidt · Hannes Ocik · Martin Sauer (c) | 5:31,15  | Rumænien (ROU) · Alexandru Chioseaua · Florin-Sorin Lehac · Constantin Radu · Sergiu-Vasile Bejan · Vlad-Dragoş Aicoboae · Constantin Adam · Florin Arteni-Fîntînariu · Ciprian Huc · Adrian Munteanu (c) | 5:32,93  | Holland (NED) · Bjorn van den Ende · Ruben Knab · Kaj Hendriks · Simon van Dorp · Jasper Tissen · Bram Schwarz · Mechiel Versluis · Robert Lücken · Aranka Kops (c) | 5:34,21  |
| Mændenes konkurrencer i letvægt     | |          | |          | |          |
| LM1x                                | Kristoffer Brun · Norge (NOR) | 6:58.750 | Niels Torre · Italien (ITA) | 6:59.110 | Fintan McCarthy · Irland (IRL) | 7:02.150 |
| LM2x                                | Italien (ITA) · Stefano Oppo · Pietro Ruta | 6:22.80  | Tyskland (GER) · Jonathan Rommelmann · Jason Osborne | 6:22.93  | Belgien (BEL) · Niels Van Zandweghe · Tim Brys | 6:23.77  |
| LM4x                                | Italien (ITA) · Catello Amarante · Antonio Vicino · Patrick Rocek · Gabriel Soares                                                                                                 | 6:01.01  | Tyskland (GER) · Julian Schneider · Eric Magnus Paul · Jonathan Schreiber · Joachim Agne | 6:04.49  | Østrig (AUT) · Alexander Maderner · Lukas Kreitmeier · Sebastian Kabas · Philipp Kellner                                                                            | 6:10.12  |
| Mændenes konkurrencer i para-roning | |          | |          | |          |
| PR1 M1x                             | Roman Polianksyi · Ukraine (UKR) | 9:34.540 | Alexey Chuvashev · Rusland (RUS) | 9:47.830 | Marcus Klemp · Tyskland (GER) | 9:59.420 |

### Kvinder
| Konkurrence                           | Guld | Tid       | Sølv | Tid       | Bronze | Tid         |
| ------------------------------------- | --- | --------- | --- | --------- | --- | ----------- |
| W1x                                   | Sanita Pušpure · Irland (IRL) | 7:36.04   | Magdalena Lobnig · Østrig (AUT) | 7:38.46   | Anneta Kyridou · Grækenland (GRE) | 7:39.97     |
| W2-                                   | Rumænien (ROU) · Adriana Ailincai · Iuliana Buhuș | 7:17.19   | Spanien (ESP) · Aina Cid · Virginia Díaz Rivas | 7:18.82   | Grækenland (GRE) · Maria Kyridou · Christina Bourbou | 7:20.24     |
| W2x                                   | Rumænien (ROU) · Nicoleta-Ancuța Bodnar · Simona Geanina Radiș | 6:57.86   | Holland (NED) · Roos de Jong · Lisa Scheenaard | 7:03.47   | Frankrig (FRA) · Hélène Lefebvre · Élodie Ravera-Scaramozzino | 7:05.05     |
| W4-                                   | Holland (NED) · Elisabeth Hogerwerf · Karolien Florijn · Ymkje Clevering · Veronique Meester                                                                                                   | 6:35,49   | Italien (ITA) · Aisha Rocek · Kiri Tontodonati · Alessandra Patelli · Chiara Ondoli | 6:40,84   | Irland (IRL) · Aifric Keogh · Eimear Lambe · Aileen Crowley · Fiona Murtagh | 6:41,21     |
| W4x                                   | Holland (NED) · Laila Youssifou · Inge Janssen · Olivia van Rooijen · Nicole Beukers | 6:25,66   | Tyskland (GER) · Daniela Schultze · Carlotta Nwajide · Frieda Hämmerling · Franziska Kampmann                                                                                           | 6:26,75   | Polen (POL) · Katarzyna Boruch · Marta Wieliczko · Agnieszka Kobus-Zawojska · Katarzyna Zillmann                                                                                        | 6:27,87     |
| W8+                                   | Rumænien (ROU) · Maria-Magdalena Rusu · Viviana Iuliana Bejinariu · Georgiana Dedu · Amalia Bereș · Ioana Vrinceanu · Maria Tivodariu · Mădălina Bereș · Denisa Tilvescu · Daniela Druncea (c) | 6:14,75   | Tyskland (GER) · Sophie Oksche · Melanie Göldner · Anna Härtl · Alexandra Höffgen · Alyssa Meyer · Frauke Hundeling · Marie-Catherine Arnold · Tabea Schendekehl · Larina Hillemann (c) | 6:16,95   | Holland (NED) · Elsbeth Beeres · Maartje Damen · Dieuwertje den Besten · Tessa Dullemans · Hermijntje Drenth · Tinka Offereins · Aletta Jorritsma · Karien Robbers · Dieuwke Fetter (c) | 6:17,38     |
| Kvindernes letvægtskonkurrencer       | |           | |           | |             |
| LW1x                                  | Martine Veldhuis · Holland (NED) | 7:48.950  | Sofia Meakin · Schweiz (SUI) | 7:50.030  | Paola Piazzolla · Italien (ITA) | 7:52.380    |
| LW2x                                  | Holland (NED) · Marieke Keijser · Ilse Paulis | 6:58.07   | Italien (ITA) · Valentina Rodini · Federica Cesarini | 6:59.80   | Rumænien (ROU) · Ionela-Livia Cozmiuc · Gianina-Elena Beleagă | 7:00.60     |
| LW4x                                  | Italien (ITA) · Giulia Mignemi · Silvia Crosio · Greta Martinelli · Arianna Noseda | 6:37,90   | Tyskland (GER) · Elisabeth Mainz · Marion Reichardt · Cosima Clotten · Katrin Volk | 6:44,51   | Ikke uddelt | Ikke uddelt |
| Kvindernes konkurrencer i para-roning | |           | |           | |             |
| PR1 W1x                               | Nathalie Benoit · Frankrig (FRA) | 10:51.680 | Anna Sheremet · Ukraine (UKR) | 11:02.170 | Sylvia Pille-Steppat · Tyskland (GER) | 11:17.900   |

### Blandede para-konkurrencer
| Konkurrence | Guld | Tid      | Sølv | Tid      | Bronze                                                                                                  | Tid      |
| ----------- | --- | -------- | --- | -------- | --- | -------- |
| PR2 Mix2x   | Holland (NED) · Annika Van Der Meer · Corne de Koning                                                     | 8:19.770 | Ukraine (UKR) · Svitlana Bohuslavska · Iaroslav Koiuda                                                     | 8:26.550 | Polen (POL) · Jolanta Majka · Michal Gadowski                                                           | 8:29.030 |
| PR3 Mix4+   | Italien (ITA) · Cristina Scazzosi · Alessandro Brancato · Lorenzo Bernard · Greta Muti · Lorena Fuina (c) | 7:19.670 | Ukraine (UKR) · Alexandra Polianska · Dariia Kotyk · Stanislav Samoliuk · Maksym Zhuk · Yuliia Malasay (c) | 7:22.830 | Frankrig (FRA) · Guylaine Marchand · Margot Boulet · Remy Taranto · Antoine Jesel · Robin Le Barreu (c) | 7:24.430 |

### Medaljer
*   Værtsnation ( Polen)
| Rank               | Nation             | Guld | Sølv | Bronze | Total |
| ------------------ | ------------------ | ---- | ---- | ------ | ----- |
| 1                  | Holland            | 8    | 1    | 2      | 11    |
| 2                  | Italien            | 4    | 5    | 2      | 11    |
| 3                  | Rumænien           | 4    | 1    | 1      | 6     |
| 4                  | Tyskland           | 1    | 5    | 2      | 8     |
| 5                  | Ukraine            | 1    | 3    | 0      | 4     |
| 6                  | Irland             | 1    | 0    | 3      | 4     |
| 7                  | Frankrig           | 1    | 0    | 2      | 3     |
| 8                  | Norge              | 1    | 0    | 1      | 2     |
| 9                  | Danmark            | 1    | 0    | 0      | 1     |
| 10                 | Schweiz            | 0    | 2    | 0      | 2     |
| 11                 | Polen*             | 0    | 1    | 3      | 4     |
| 12                 | Østrig             | 0    | 1    | 1      | 2     |
| 13                 | Kroatien           | 0    | 1    | 0      | 1     |
| 13                 | Rusland            | 0    | 1    | 0      | 1     |
| 13                 | Spanien            | 0    | 1    | 0      | 1     |
| 16                 | Grækenland         | 0    | 0    | 2      | 2     |
| 17                 | Belgien            | 0    | 0    | 1      | 1     |
| 17                 | Litauen            | 0    | 0    | 1      | 1     |
| Total (18 nations) | Total (18 nations) | 22   | 22   | 21     | 65    |